# Varunidae
Famille
Les Varunidae sont une famille de crabes du groupe des Grapsoidea. Elle comprend environ 150 espèces.

## Liste des genres
Selon World Register of Marine Species (15 octobre 2017) :
- sous-famille Asthenognathinae Stimpson, 1858
  - genre Asthenognathus Stimpson, 1858
- sous-famille Cyclograpsinae H. Milne Edwards, 1853
  - genre Austrohelice K. Sakai, Türkay & Yang, 2006
  - genre Chasmagnathus De Haan, 1833
  - genre Cyclograpsus H. Milne Edwards, 1837
  - genre Helicana K. Sakai & Yatsuzuka, 1980
  - genre Helice De Haan, 1833
  - genre Helograpsus Campbell & Griffin, 1966
  - genre Metaplax H. Milne Edwards, 1852
  - genre Neohelice K. Sakai, Türkay & Yang, 2006
  - genre Paragrapsus H. Milne Edwards, 1853
  - genre Parahelice K. Sakai, Türkay & Yang, 2006
  - genre Pseudohelice K. Sakai, Türkay & Yang, 2006
- sous-famille Gaeticinae Davie & N. K. Ng, 2007
  - genre Brankocleistostoma Števčić, 2011
  - genre Gaetice Gistel, 1848
  - genre Gopkittisak Naruse & Clark, 2009
  - genre Proexotelson Naruse, 2015
  - genre Pseudopinnixa Ortmann, 1894
  - genre Sestrostoma Davie & N. K. Ng, 2007
- sous-famille Thalassograpsinae Davie & N. K. Ng, 2007
  - genre Thalassograpsus Tweedie, 1950
- sous-famille Varuninae H. Milne Edwards, 1853
  - genre Acmaeopleura Stimpson, 1858
  - genre Brachynotus De Haan, 1833
  - genre Cyrtograpsus Dana, 1851
  - genre Eriocheir De Haan, 1835
  - genre Grapsodius Holmes, 1900
  - genre Hemigrapsus Dana, 1851
  - genre Neoeriocheir Sakai, 1983
  - genre Noarograpsus N. K. Ng, Manuel & Ng, 2006
  - genre Orcovita Ng & Tomascik, 1994
  - genre Otognathon Ng & Števčić, 1993
  - genre Parapyxidognathus Ward, 1941
  - genre Platyeriocheir N. K. Ng, Guo & Ng, 1999
  - genre Pseudogaetice Davie & N. K. Ng, 2007
  - genre Pseudograpsus H. Milne Edwards, 1837
  - genre Ptychognathus Stimpson, 1858
  - genre Pyxidognathus A. Milne-Edwards, 1879
  - genre Scutumara Ng & Nakasone, 1993
  - genre Tetragrapsus Rathbun, 1916
  - genre Utica White, 1847
  - genre Varuna H. Milne Edwards in Audouin et al.

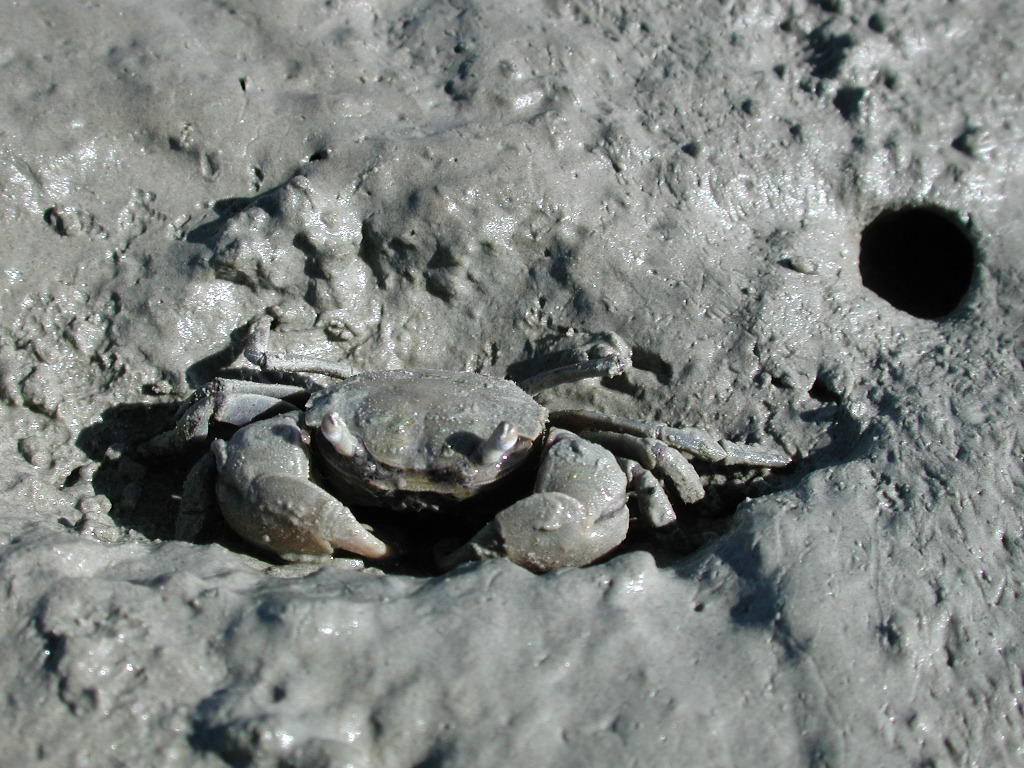
Austrohelice crassa
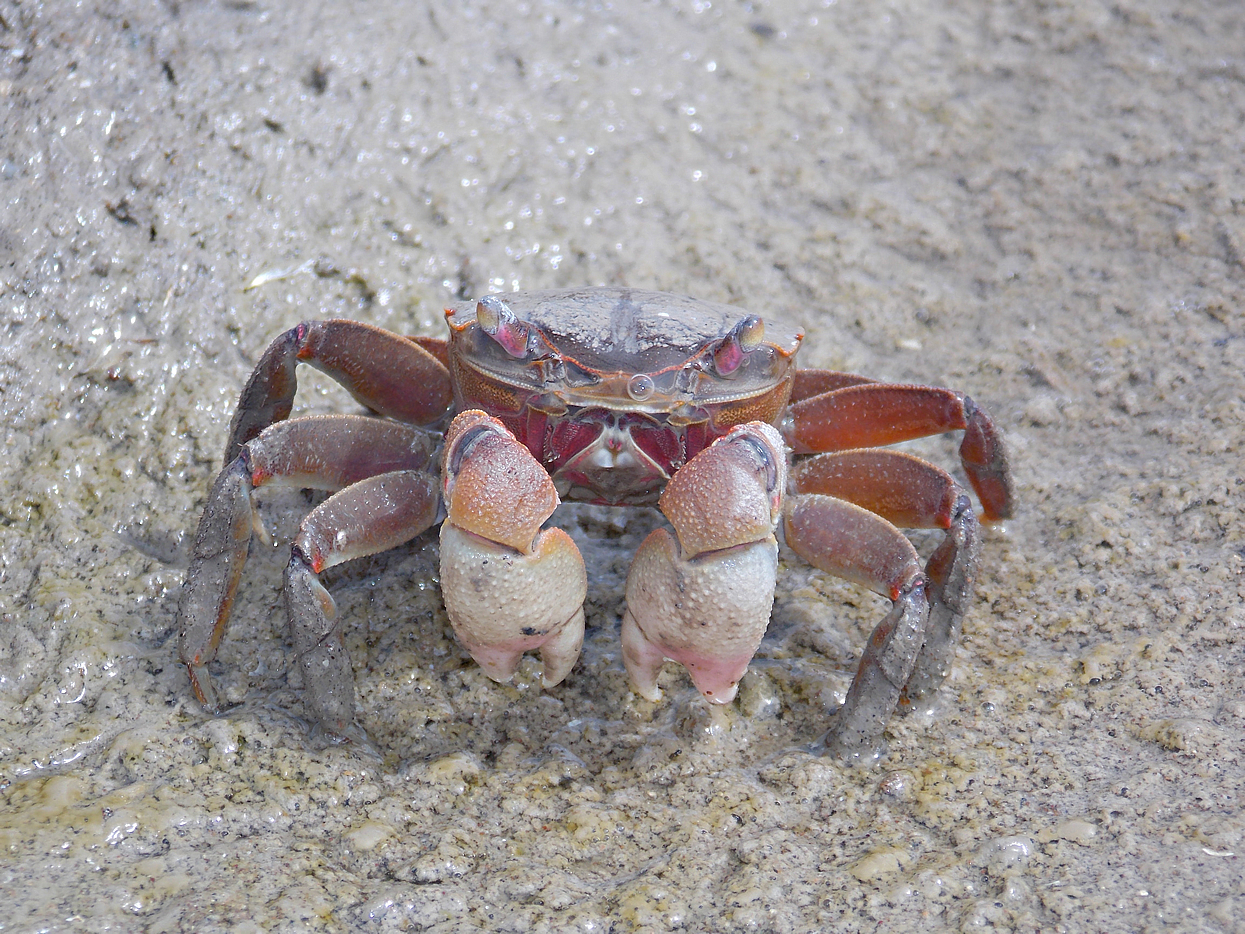
Chasmagnathus granulatus
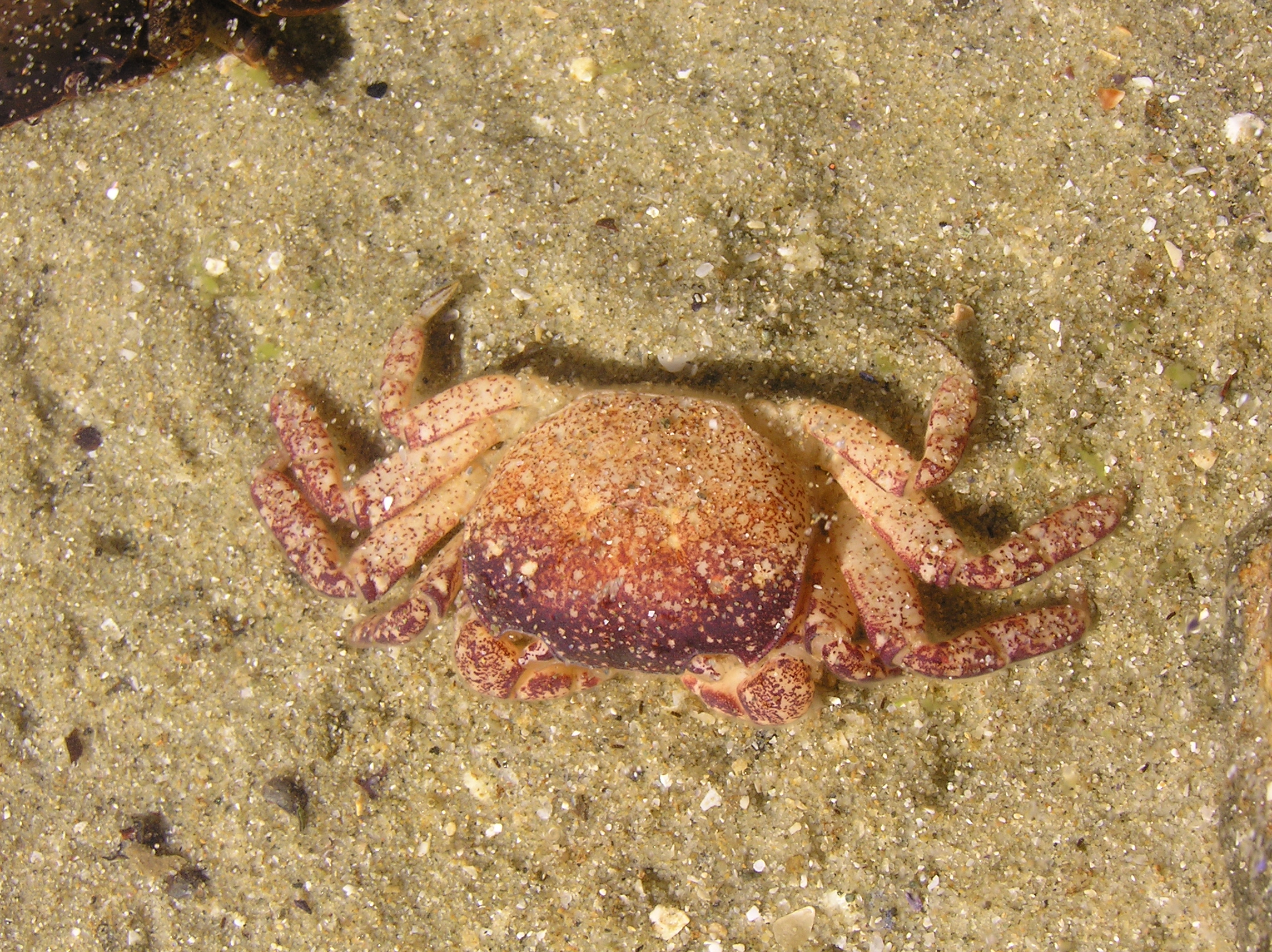
Cyclograpsus lavauxi
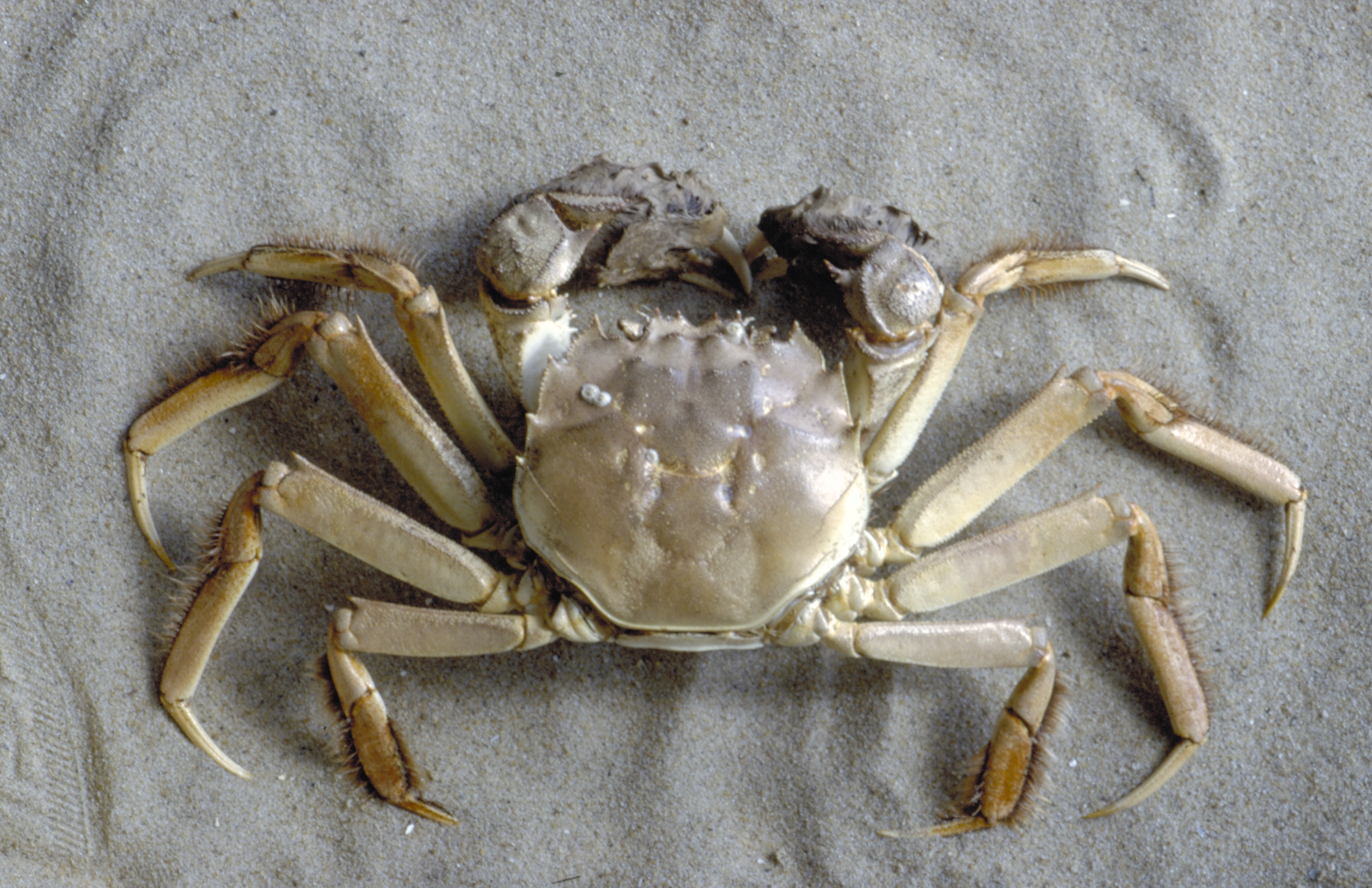
Eriocheir sinensis
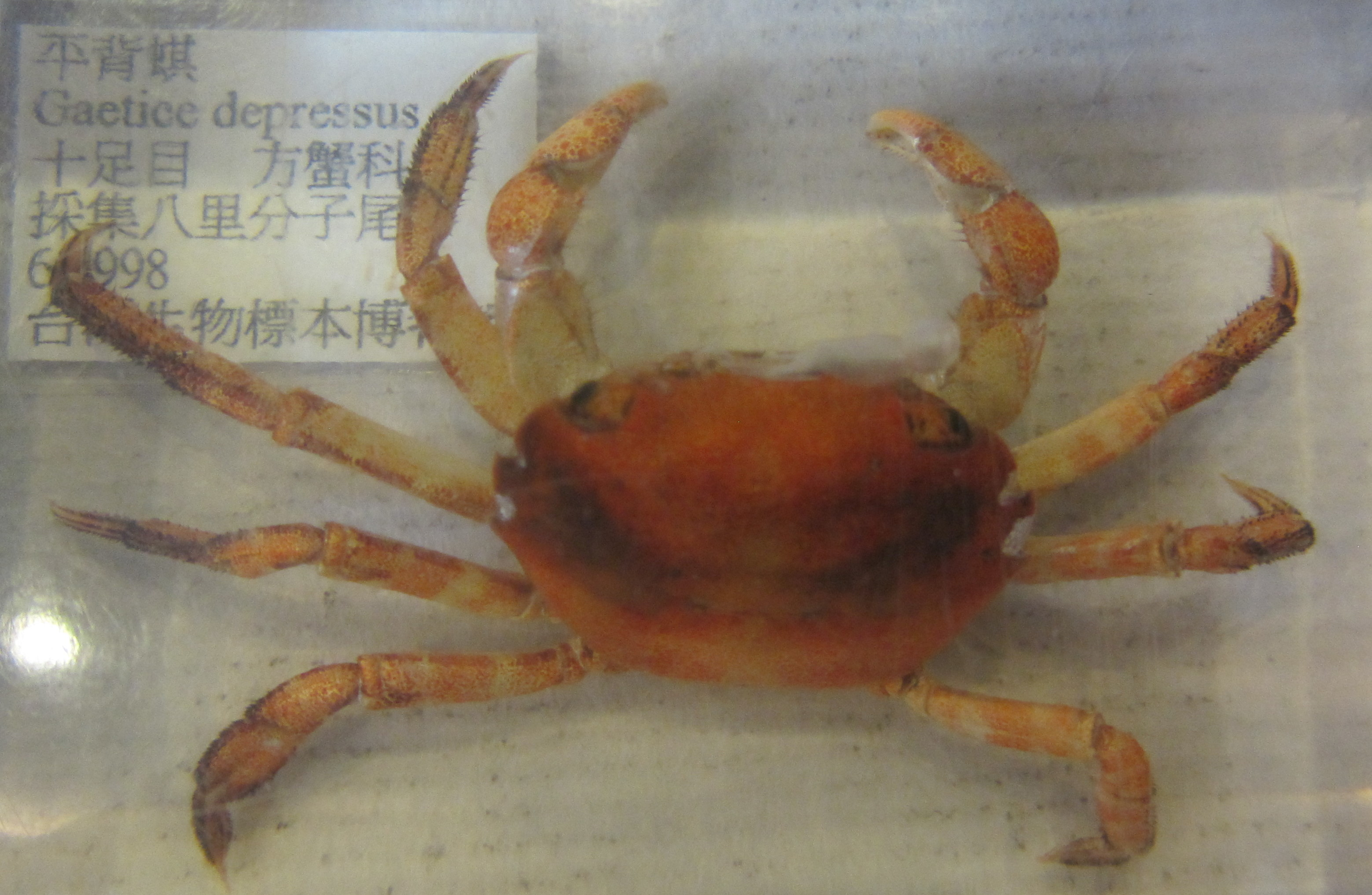
Gaetice depressus
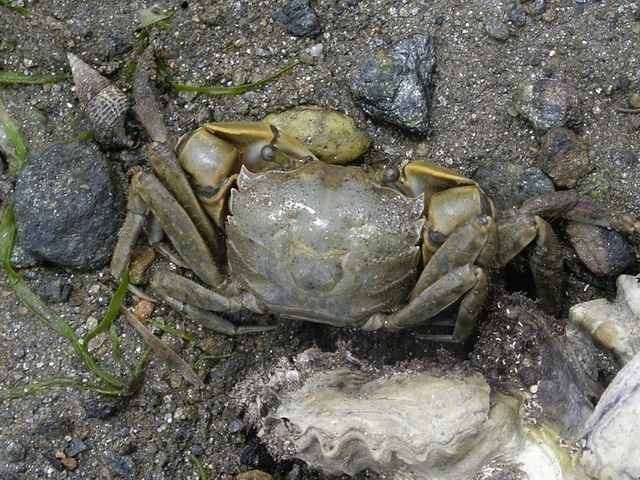
Helice tridens
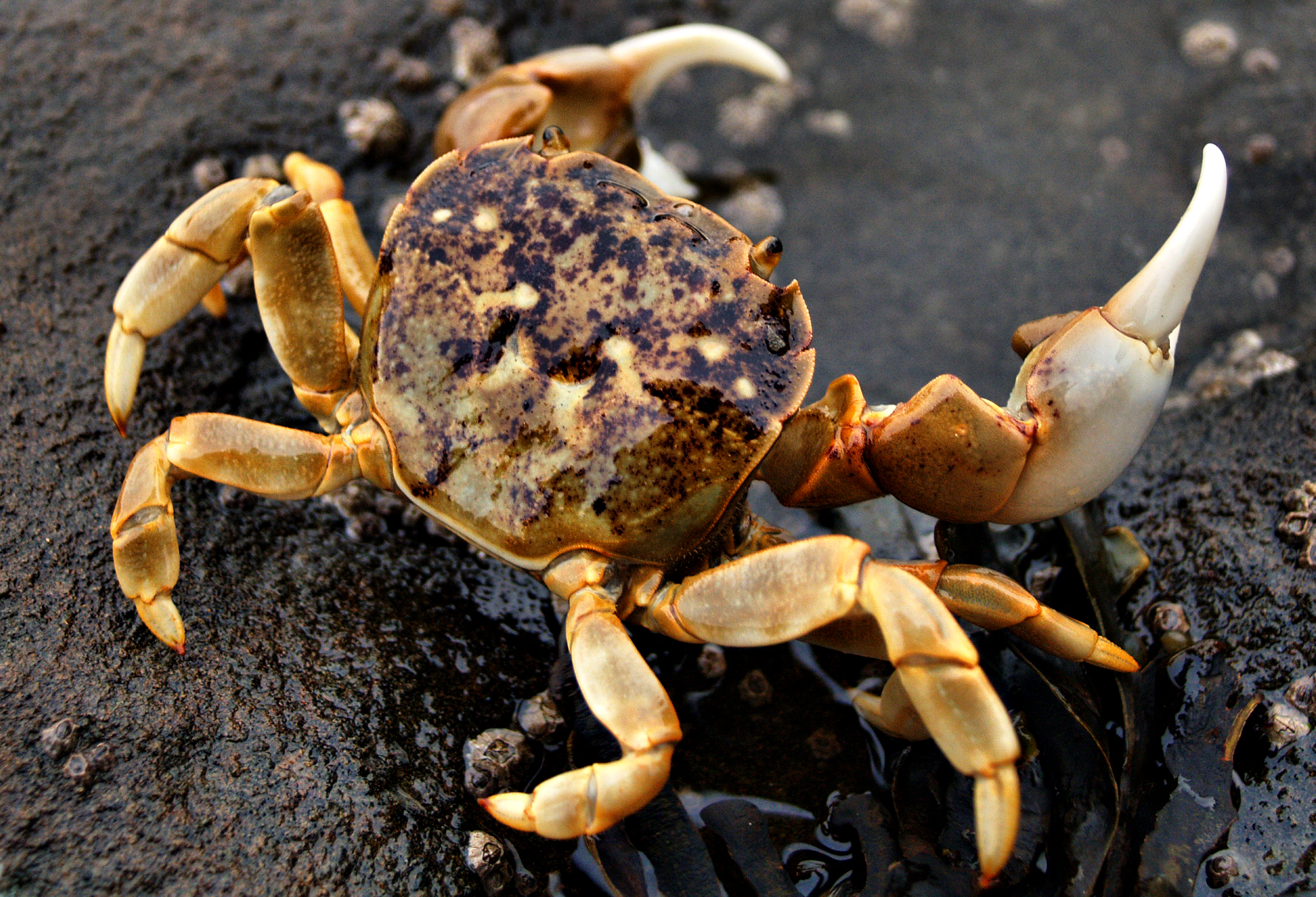
Hemigrapsus nudus
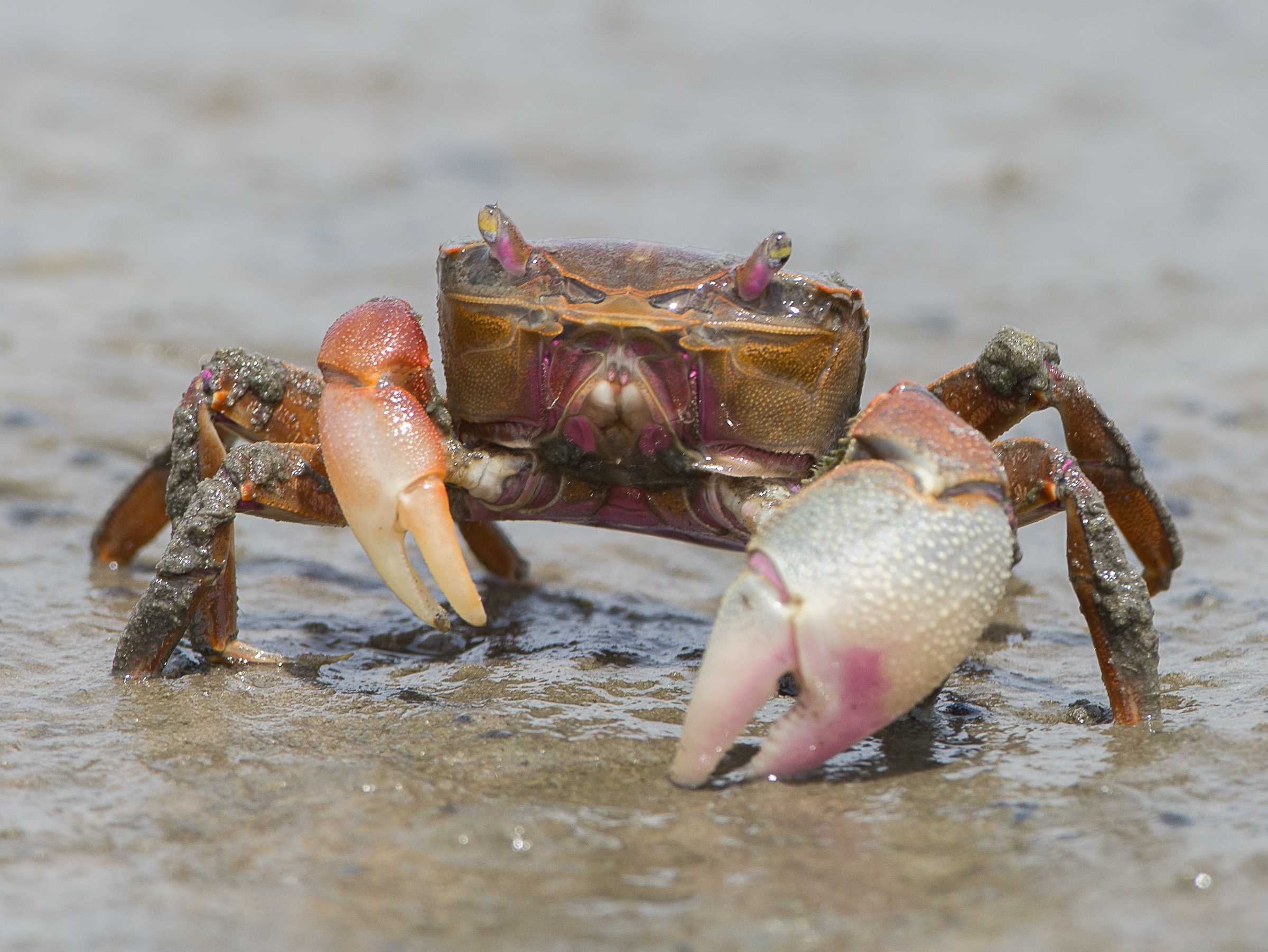
Neohelice granulata
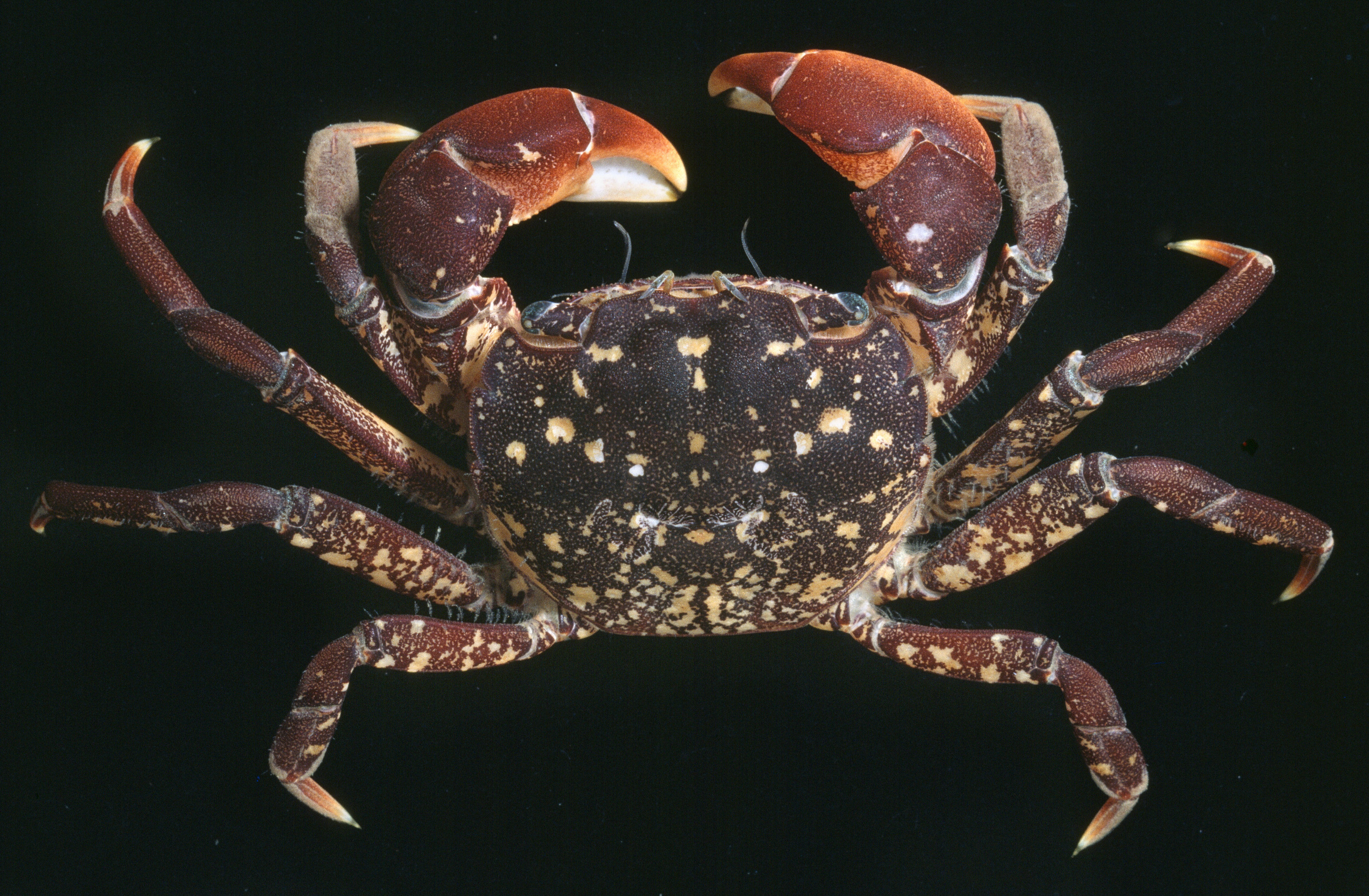
Paragrapsus laevis
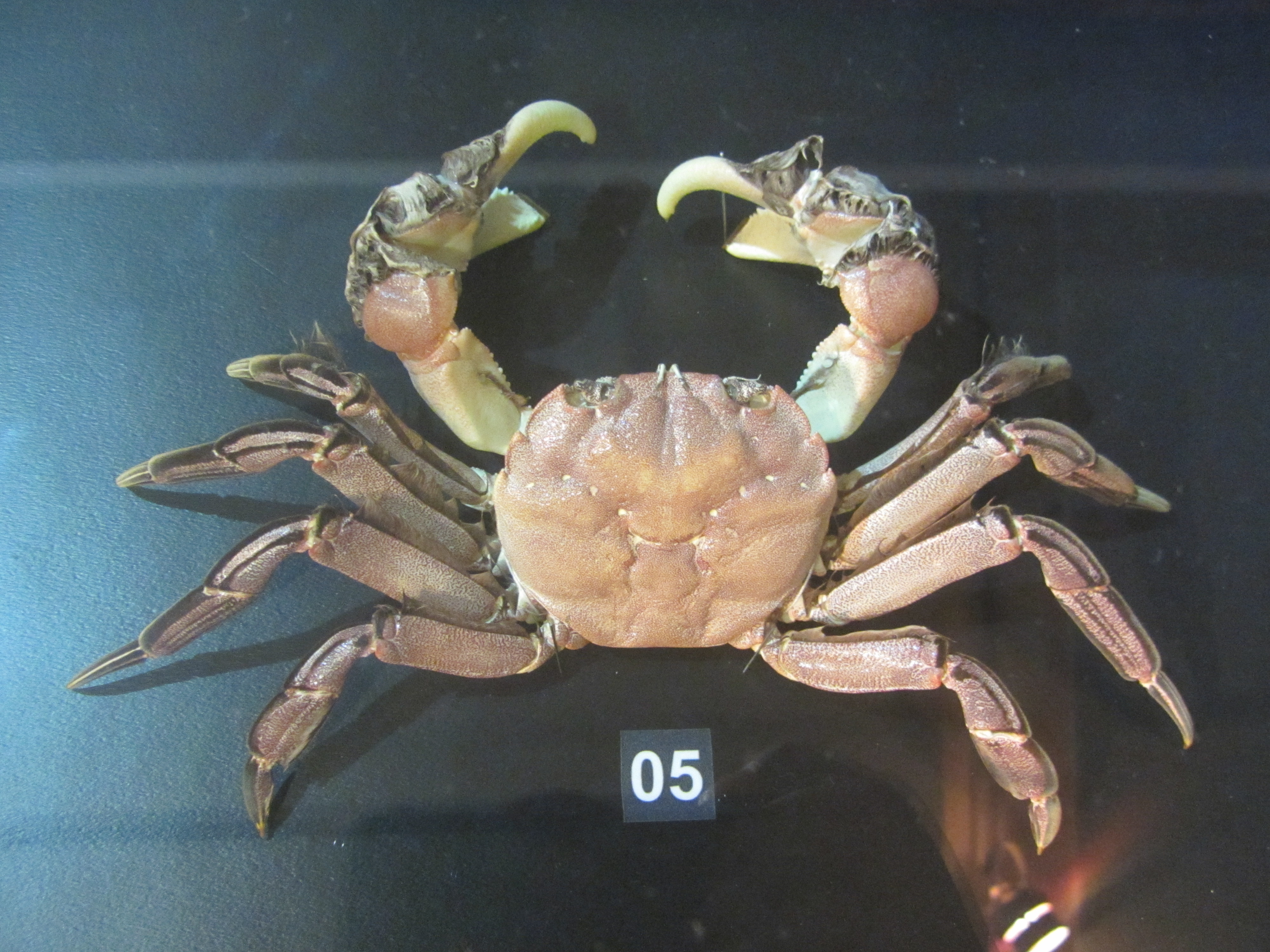
Platyeriocheir formosa
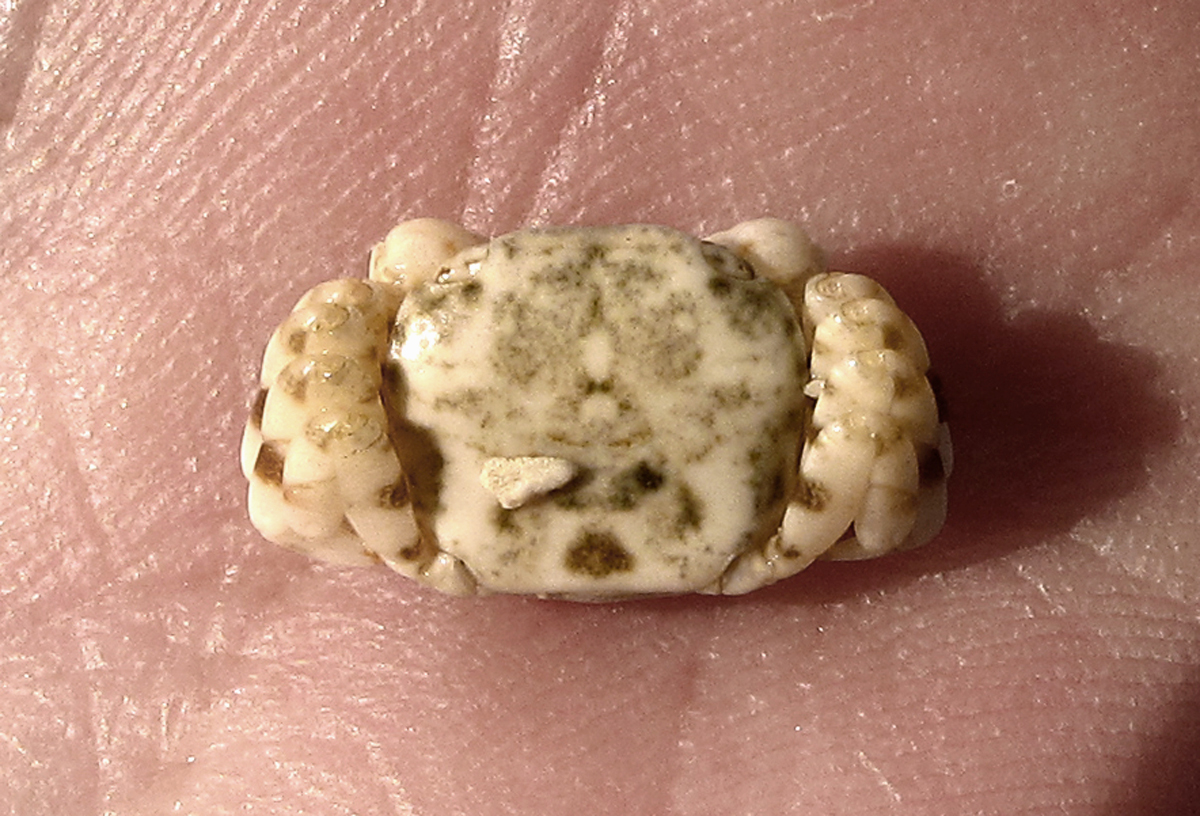
Pseudograpsus albus
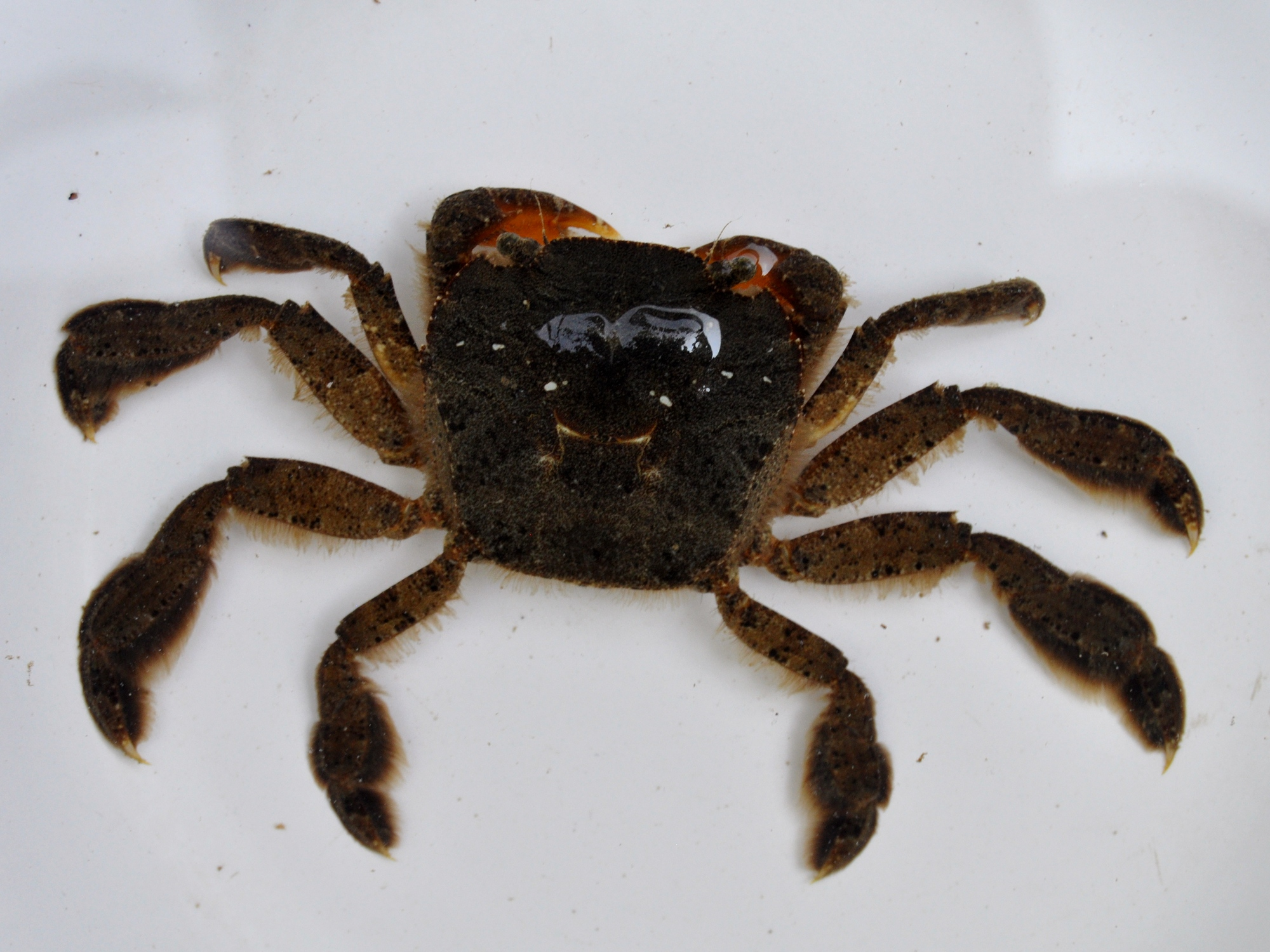
Varuna litterata

## Référence
- Milne Edwards, 1853 : Mémoire sur la famille des Ocypodides. Suite (1). Deuxième Tribu Principale. Annales des Sciences Naturelles, ser. 3, vol. 20, p. 163–228.

## Source
- Ng, Guinot & Davie, 2008 : Systema Brachyurorum: Part I. An annotated checklist of extant brachyuran crabs of the world. Raffles Bulletin of Zoology Supplement, n. 17 p. 1–286.